# 完全グラフ
完全グラフ（かんぜんグラフ、英: complete graph）は、任意の 2 頂点間に枝があるグラフのことを指す。{\displaystyle n~} 頂点の完全グラフは、{\displaystyle K_{n}~}で表す。また、完全グラフになる誘導部分グラフのことをクリークという。サイズ {\displaystyle n} のクリークを含むグラフは「n-クリークである」と言う。辺を持つグラフは必ず 2 頂点の完全グラフを含むので 2-クリークである。また n-クリークであって、直径が n 未満となるグラフを n-クランと言う。

## 幾何学的、位相幾何学的性質
{\displaystyle K_{n}~}は(n − 1)次元単体である。

## 例
| K1: 0  | K2: 1   | K3: 3   | K4: 6   |
| ------ | ------- | ------- | ------- |
|        |         |         |         |
| K5: 10 | K6: 15  | K7: 21  | K8: 28  |
|        |         |         |         |
| K9: 36 | K10: 45 | K11: 55 | K12: 66 |
|        |         |         |         |